# (34435) 2000 SR39
2000 SR39 (asteroide 34435) é um asteroide da cintura principal. Possui uma excentricidade de 0.12287750 e uma inclinação de 13.94183º.
Este asteroide foi descoberto no dia 24 de setembro de 2000 por LINEAR em Socorro.